# Samael
Samael és un grup de black metal provinent de Suïssa. En els seus inicis fou un conjunt de black metal pur, però posteriorment va evolucionar suavitzant el seu so i incorporant elements electrònics i industrials.

## Inicis
Samael es va formar l'any 1987 dins de la seva ciutat, Sitten, a partir de la unió dels germans Vorph i Xy. Al mateix any i lloc també va néixer una formació emparentada anomenada Alastis. A banda de Xy i Vorph, la banda fou integrada inicialment per Pat Charvet, tot i que la va abandonar el 1988.
Durant l'any 1987 gravaren la seva primera maqueta, Into the Infernal Storm of Evil, a la qual seguiren Macabre Operetta (1988) i From Dark to Black, a més de gravar l'EP Medieval Prophecy. Tot aquest material seria després la base per al seu primer disc d'estudi, Worship Him.
A Worship Him, Samael presentava una accentuada influència d'una altra banda de black metal suís, Celtic Frost (amb base a Zúric). El seu estil musical incloïa guitarres arrossegades i una veu rasposa i afilada. En aquell temps, Samael no havia incorporat encara el teclat o els sintetitzadors com a instruments musicals.
El 1992 s'incorporà Masmiseim a la formació, que era un antic membre d'Alastis. Paral·lelament, gravaren el seu segon disc, Blood Ritual. En aquest disc, produït per Waldemar Sorychta (que produiria després altres discs de Samael, a més de conjunts com Therion o Moonspell), el so de Samael evolucionà abandonant una mica el black metal de tall antic.

## Evolució musical
Ceremony of Opposites fou el disc que després marcaria un gir en Samael (tot i que aquest disc és pròpiament de Black metal). Per primera vegada es convertien en un quartet, quan Vorphalack, Masmiseim i Xytras incorporaren a Rodolphe H. com a teclista i mostrejador. La incorporació de teclats i mostrejos donà a Samael un nou so, que sortia del black metal clàssic per a endinsar-se en les aigües del dark metal. El seu EP posterior Rebellion, tot i ser gairebé completament metàl·lic, feia incursions experimentals en la música electrònica amb el seu tema Static Journey. La música fou novament a càrrec de Xytras, amb la col·laboració de Vorphalack en el tema To our martyrs. Novament comptaren amb Waldemar Sorychta com a productor, cosa que es repetiria al següent disc d'estudi, Passage.
La sortida de Rodolphe H. de la formació, els dugué a prendre una dràstica decisió, tractant-se d'una formació essencialment de música metal. Xytras, que fins aleshores havia oficiat com a bateria de la formació, passà a ocupar els teclats. El lloc del bateria fou ocupat temporalment per un sintetitzador al disc Passage, molt a l'estil dels noranta. Aquesta decisió li conferí una aura particular. Per al següent treball, el seu EP Exodus, mesclaren temes que poden ser considerats com una continuació del Passage, segons reconeix Vorph en l'opuscle d'Aeonics: "el tema Exodus que obre l'EP hauria d'haver estat inclòs al Passage, i això no fou així per decisió del segell Century Media, amb una major preponderància del teclat i dels elements electrònics, quelcom especialment visible en el tema From Malkuth to Kether".
El disc Eternal (1999), el seu cinquè LP, significà abraçar en definitiva un so que barrejava el metal amb la música industrial, una mica en la línia de Rammstein, o potser de Ministry. També marcà un profund punt d'inflexió en la trajectòria de Samael, donat que per diversos motius (conflictes amb el segell Century Media, problemes personals, etc.) no hi hauria un nou disc d'estudi fins a l'any 2004.

### Retorn de Samael
Als anys que seguiren al llançament d'Eternal, Xy treballà en dos projectes diferents. Era One era un treball electrònic amb la veu de Vorph, sense elements pròpiament de rock o de música metal. Lessons in Magic #1 era, per la seva part, un projecte completament electrònic i instrumental de música ambient. Ambdós foren oferts a Century Media com el quart i cinquè disc de Samael amb el segell, malgrat que en estricte rigor no ho eren. Century Media els acceptà com a tals, tot i que es negà a publicar-los de moment. D'aquesta manera, Samael i Century Media donaren per finalitzades les seves obligacions contractuals, i seguiren cadascú pel seu camí.
Samael, aleshores, creà el seu propi segell discogràfic, Galactical Records, amb el qual guanyà independència per elaborar una música més del seu gust. D'aquesta manera, cridant un cop més al productor musical Waldemar Sorychta, gravaren el disc Reign of Light, el qual fou llançat el 2004, i mantingué a Samael en un intens període de gires durant dos anys. També per primera vegada, Samael llançà singles de les seves cançons: Telepath i On Earth. L'any 2006, a l'espera de treballar en un nou disc, arribaren a un acord amb Century Media per a publicar els treballs inèdits, llançant el disc doble Era One, que contenia tant aquest treball com Lessons in Magic #1. Per a això, el material gravat durant els anys 2002 i 2003 fou remasteritzat durant el 2005.
Després de tot l'anterior, Samael s'embarcà en dos projectes nous. Un d'ells fou la celebració dels seus vint anys de carrera amb el llançament d'Aeonics, antologia que compila material de tots els seus discs entre Worship Him i Era One. El segon fou el disc destinat a ser el successor de Reign of Light. D'aquesta manera, gravaren una maqueta amb tres temes per a exhibir-la davant les discogràfiques, firmant així un contracte amb Nuclear Blast per a treure un nou àlbum d'estudi. Durant la tardor del 2006, Samael gravà a Suïssa el nou disc, Solar Soul. L'onze de maig de 2007, Nuclear Blast llançà un single promocional, Walkyries New Ride, com a preparatiu per al llançament de Solar Soul, que finalment va veure la llum, tant en CD com en descàrrega de pagament des del web de Nuclear Blast, l'1 de juny del mateix 2007, amb una bona recepció de crítica i públic.
L'any 2007 es tancà per a Samael amb el rellançament dels discs Passage i Eternal considerats, juntament amb Ceremony of Opposites, els més clàssics de la formació. En ambdós casos, el llançament es feu amb un nou art. La reedició del 2007 de Passage conté tant les pistes d'aquell disc, com els d'Exodus, EP successor del mencionat Passage, on el tema de capçalera del qual era justament un descart del disc anterior (l'Exodus). Pel que fa a la reedició del 2007 d'Eternal, el material addicional inclou una sèrie de reversions i remescles de temes del mateix disc.
El disc Xystras és una raresa, ja que readequa una desena de temes, provinents en la seva majoria del Passage (tret Tribes of Cain i Winter solstice que provenen de l'Exodus), en versions instrumentals per a cordes i piano, i amb els noms de les cançons traduïdes a l'alemany (per exemple, Winter solstice figura com Wintersonnewende). La caràtula és el negatiu exacte del disc Passage.

## Lletres
Malgrat pertànyer a una nacionalitat no anglòfona, Samael recorre a l'expedient comú en la música dels gèneres que aborda, de cantar en anglès. Tot i així, els temes "Born Under Saturn" (Passage) i "Ailleurs" (Eternal) presenten paraules o frases soltes en francès. El tema "A Man In Your Head", per la seva part, cita en alemany la frase programàtica del Tercer Reich "Ein Volk, Ein Reich, Ein Führer". La pista oculta de l'EP "Rebellion", inclou el tema "Static Journey" en una versió parlada també en alemany.
Samael és probablement un dels conjunts que ha experimentat una evolució més forta, en termes de les lletres de les seves cançons, que ha anat en paral·lel als seus canvis musicals. Fins i tot els mateixos noms dels àlbums són reveladors al respecte. De manera purament pedagògica, pot dir-se que han evolucionat des del satanisme clàssic dels seus discs: "Adóra'l" (Worship Him) i "Ritual de sang" (Blood Ritual, cap a temes més existencialistes i cosmològics com: "Cerimònia dels contraris" (Ceremony of Opposites), "Rebel·lió" (Rebellion), "Passatge" (Passage), i "Èxode" (Exodus), fins a conceptes lírics plens d'autoafirmació i lluminositat, com a "Etern" (Eternal), "El regnat de la llum" (Reign of Light) i "Ànima solar" (Solar Soul).
Al respecte, en una entrevista feta el 17 de maig del 2006, Vorph va dir que "alguns dels temes tractats en les lletres són el desenvolupament personal, l'ambició i la transcendència".

## Discografia
Àlbums d'estudi (LP)
- Worship Him (1991).

- Blood Ritual (1992).

- Ceremony of Opposites (1994).

- Passage (1996).

- Eternal (1999).

- Reign of Light (2004).

- Era One (2006, disc doble, conté "Era One" i "Lesson In Magic #1").

- Solar Soul (2007).

- Above (2009).
- Lux Mundi (2011).
- Hegemony (2017).

Demos
- Into the Infernal Storm of Evil (1987).

- Macabre Operetta (1988).

- From Dark to Black (1989).

EPs
- Medieval Prophecy (1989).

- Rebellion (1995).

- Exodus (1998).

Singles
- Telepath (2005).

- On Earth (2005).

- Valkiries' New Ride (2007).

Compilats
- Aeonics (2007).

Material relacionat 
- Xytras (1998).

DVDs
- Black Trip (2003).

Videoclips
- "Baphomet Throne" (del disc Ceremony of Opposites).

- "Jupiterian Vibe" (del disc Passage).

- "Infra Galaxia" (del disc Eternal).

- "Telepath" (del disc Reign of Light).

- "Slavocracy" (del disc Solar Soul).